# The White Stripes/Diskografie
Diese Diskografie ist eine Übersicht über die musikalischen Werke der US-amerikanischen Rockband The White Stripes. Den Quellenangaben und Schallplattenauszeichnungen zufolge hat sie bisher mehr als 19 Millionen Tonträger verkauft. Ihre erfolgreichste Veröffentlichung ist die Single Seven Nation Army mit über 7,1 Millionen verkauften Einheiten.

## Alben

### Studioalben
| Jahr | Titel Musiklabel                                   | Höchstplatzierung, Gesamtwochen, AuszeichnungChartplatzierungen (Jahr, Titel, Musiklabel, Platzierungen, Wochen, Auszeichnungen, Anmerkungen) | Höchstplatzierung, Gesamtwochen, AuszeichnungChartplatzierungen (Jahr, Titel, Musiklabel, Platzierungen, Wochen, Auszeichnungen, Anmerkungen) | Höchstplatzierung, Gesamtwochen, AuszeichnungChartplatzierungen (Jahr, Titel, Musiklabel, Platzierungen, Wochen, Auszeichnungen, Anmerkungen) | Höchstplatzierung, Gesamtwochen, AuszeichnungChartplatzierungen (Jahr, Titel, Musiklabel, Platzierungen, Wochen, Auszeichnungen, Anmerkungen) | Höchstplatzierung, Gesamtwochen, AuszeichnungChartplatzierungen (Jahr, Titel, Musiklabel, Platzierungen, Wochen, Auszeichnungen, Anmerkungen) | Anmerkungen                                               |
| Jahr | Titel Musiklabel                                   | DE | AT | CH | UK | US | Anmerkungen                                               |
| ---- | -------------------------------------------------- | --- | --- | --- | --- | --- | --------------------------------------------------------- |
| 1999 | The White Stripes Sympathy for the Record Industry | — | — | — | UK— GoldUK | — | Erstveröffentlichung: 15. Juni 1999 Verkäufe: + 435.000   |
| 2000 | De Stijl Sympathy for the Record Industry          | — | — | — | UK— GoldUK | — | Erstveröffentlichung: 20. Juni 2000 Verkäufe: + 466.000   |
| 2001 | White Blood Cells Sympathy for the Record Industry | DE57 a (1 Wo.)DE | — | — | UK55 Platin · (39 Wo.)UK | US61 Platin · (53 Wo.)US | Erstveröffentlichung: 3. Juli 2001 Verkäufe: + 1.529.000  |
| 2003 | Elephant Third Man Records • XL Recordings         | DE19 b Platin · (46 Wo.)DE | AT39 (11 Wo.)AT | CH29 (23 Wo.)CH | UK1 ×4Vierfachplatin · (55 Wo.)UK | US6 Platin · (58 Wo.)US | Erstveröffentlichung: 19. März 2003 Verkäufe: + 4.825.000 |
| 2005 | Get Behind Me Satan XL Recordings                  | DE5 (16 Wo.)DE | AT12 (19 Wo.)AT | CH8 (14 Wo.)CH | UK3 Platin · (33 Wo.)UK | US3 Gold · (33 Wo.)US | Erstveröffentlichung: 1. Juni 2005 Verkäufe: + 1.430.000  |
| 2007 | Icky Thump Third Man Records • XL Recordings       | DE4 (10 Wo.)DE | AT5 (13 Wo.)AT | CH5 (12 Wo.)CH | UK1 Gold · (16 Wo.)UK | US2 Gold · (32 Wo.)US | Erstveröffentlichung: 15. Juni 2007 Verkäufe: + 1.043.500 |

### Livealben
| Jahr | Titel Musiklabel                                                    | Höchstplatzierung, Gesamtwochen, AuszeichnungChartplatzierungen (Jahr, Titel, Musiklabel, Platzierungen, Wochen, Auszeichnungen, Anmerkungen) | Höchstplatzierung, Gesamtwochen, AuszeichnungChartplatzierungen (Jahr, Titel, Musiklabel, Platzierungen, Wochen, Auszeichnungen, Anmerkungen) | Höchstplatzierung, Gesamtwochen, AuszeichnungChartplatzierungen (Jahr, Titel, Musiklabel, Platzierungen, Wochen, Auszeichnungen, Anmerkungen) | Höchstplatzierung, Gesamtwochen, AuszeichnungChartplatzierungen (Jahr, Titel, Musiklabel, Platzierungen, Wochen, Auszeichnungen, Anmerkungen) | Höchstplatzierung, Gesamtwochen, AuszeichnungChartplatzierungen (Jahr, Titel, Musiklabel, Platzierungen, Wochen, Auszeichnungen, Anmerkungen) | Anmerkungen                                            |
| Jahr | Titel Musiklabel                                                    | DE | AT | CH | UK | US | Anmerkungen                                            |
| ---- | ------------------------------------------------------------------- | --- | --- | --- | --- | --- | ------------------------------------------------------ |
| 2010 | Under Great White Northern Lights Third Man Records • XL Recordings | DE41 (2 Wo.)DE | AT19 (6 Wo.)AT | CH27 (4 Wo.)CH | UK25 Silber · (2 Wo.)UK | US11 (5 Wo.)US | Erstveröffentlichung: 12. März 2010 Verkäufe: + 67.500 |
| 2016 | The Complete John Peel Sessions Third Man Records                   | — | — | — | — | — | Erstveröffentlichung: 16. April 2016                   |

### Kompilationen
| Jahr | Titel Musiklabel                                                          | Höchstplatzierung, Gesamtwochen, AuszeichnungChartplatzierungen (Jahr, Titel, Musiklabel, Platzierungen, Wochen, Auszeichnungen, Anmerkungen) | Höchstplatzierung, Gesamtwochen, AuszeichnungChartplatzierungen (Jahr, Titel, Musiklabel, Platzierungen, Wochen, Auszeichnungen, Anmerkungen) | Höchstplatzierung, Gesamtwochen, AuszeichnungChartplatzierungen (Jahr, Titel, Musiklabel, Platzierungen, Wochen, Auszeichnungen, Anmerkungen) | Höchstplatzierung, Gesamtwochen, AuszeichnungChartplatzierungen (Jahr, Titel, Musiklabel, Platzierungen, Wochen, Auszeichnungen, Anmerkungen) | Höchstplatzierung, Gesamtwochen, AuszeichnungChartplatzierungen (Jahr, Titel, Musiklabel, Platzierungen, Wochen, Auszeichnungen, Anmerkungen) | Anmerkungen                                               |
| Jahr | Titel Musiklabel                                                          | DE | AT | CH | UK | US | Anmerkungen                                               |
| ---- | ------------------------------------------------------------------------- | --- | --- | --- | --- | --- | --------------------------------------------------------- |
| 2020 | The White Stripes Greatest Hits Legacy Records • Third Man Records (Sony) | DE7 (2 Wo.)DE | AT8 (1 Wo.)AT | CH37 (1 Wo.)CH | UK12 Silber · (1 Wo.)UK | US33 (3 Wo.)US | Erstveröffentlichung: 4. Dezember 2020 Verkäufe: + 60.000 |

### EPs
| Jahr | Titel Musiklabel                       | Anmerkungen                            |
| ---- | -------------------------------------- | -------------------------------------- |
| 2005 | Walking with a Ghost Third Man Records | Erstveröffentlichung: 6. Dezember 2005 |

## Singles
| Jahr | Titel Album                                                               | Höchstplatzierung, Gesamtwochen, AuszeichnungChartplatzierungen (Jahr, Titel, Album, Platzierungen, Wochen, Auszeichnungen, Anmerkungen) | Höchstplatzierung, Gesamtwochen, AuszeichnungChartplatzierungen (Jahr, Titel, Album, Platzierungen, Wochen, Auszeichnungen, Anmerkungen) | Höchstplatzierung, Gesamtwochen, AuszeichnungChartplatzierungen (Jahr, Titel, Album, Platzierungen, Wochen, Auszeichnungen, Anmerkungen) | Höchstplatzierung, Gesamtwochen, AuszeichnungChartplatzierungen (Jahr, Titel, Album, Platzierungen, Wochen, Auszeichnungen, Anmerkungen) | Höchstplatzierung, Gesamtwochen, AuszeichnungChartplatzierungen (Jahr, Titel, Album, Platzierungen, Wochen, Auszeichnungen, Anmerkungen) | Anmerkungen                                                      |
| Jahr | Titel Album                                                               | DE | AT | CH | UK | US | Anmerkungen                                                      |
| ---- | ------------------------------------------------------------------------- | --- | --- | --- | --- | --- | ---------------------------------------------------------------- |
| 1998 | Let’s Shake Hands –                                                       | — | — | — | — | — | Erstveröffentlichung: Februar 1998                               |
| 1998 | Lafayette Blues –                                                         | — | — | — | — | — | Erstveröffentlichung: November 1998                              |
| 1999 | The Big Three Killed My Baby The White Stripes                            | — | — | — | — | — | Erstveröffentlichung: März 1999                                  |
| 2000 | Hello Operator De Stijl                                                   | — | — | — | — | — | Erstveröffentlichung: 1. Mai 2000                                |
| 2000 | Lord, Send Me an Angel –                                                  | — | — | — | — | — | Erstveröffentlichung: Oktober 2000                               |
| 2000 | Party of Special Things to Do –                                           | — | — | — | — | — | Erstveröffentlichung: 5. Dezember 2000                           |
| 2001 | Hotel Yorba White Blood Cells                                             | — | — | — | UK26 (2 Wo.)UK | — | Erstveröffentlichung: 12. November 2001                          |
| 2002 | Fell in Love with a Girl White Blood Cells                                | — | — | — | UK21 Gold · (4 Wo.)UK | — | Erstveröffentlichung: 25. Februar 2002 Verkäufe: + 400.000       |
| 2002 | Dead Leaves and the Dirty Ground White Blood Cells                        | — | — | — | UK25 (2 Wo.)UK | — | Erstveröffentlichung: August 2002                                |
| 2002 | Candy Cane Children –                                                     | — | — | — | — | — | Erstveröffentlichung: November 2002                              |
| 2003 | Seven Nation Army Elephant                                                | DE4 ×5Fünffachgold · (39 Wo.)DE | AT18 (16 Wo.)AT | CH3 (34 Wo.)CH | UK7 ×4Vierfachplatin · (9 Wo.)UK | US76 ×2Doppelplatin · (20 Wo.)US | Erstveröffentlichung: 21. April 2003 Verkäufe: + 7.123.333       |
| 2003 | I Just Don’t Know What to Do with Myself Elephant                         | — | — | — | UK13 (5 Wo.)UK | — | Erstveröffentlichung: 18. August 2003 Original: Tommy Hunt       |
| 2003 | The Hardest Button to Button Elephant                                     | — | — | — | UK23 (3 Wo.)UK | — | Erstveröffentlichung: 17. November 2003 Verkäufe: + 40.000       |
| 2004 | There’s No Home for You Here Elephant                                     | — | — | — | — | — | Erstveröffentlichung: 15. März 2004                              |
| 2004 | Jolene (Live) Under Blackpool Lights                                      | — | — | — | UK16 (4 Wo.)UK | — | Erstveröffentlichung: 15. November 2004 Original: Dolly Parton   |
| 2005 | Blue Orchid Get Behind Me Satan                                           | — | — | — | UK9 Silber · (14 Wo.)UK | US43 (7 Wo.)US | Erstveröffentlichung: 29. Mai 2005 Verkäufe: + 200.000           |
| 2005 | My Doorbell Get Behind Me Satan                                           | — | — | — | UK10 Silber · (20 Wo.)UK | — | Erstveröffentlichung: 9. August 2005 Verkäufe: + 200.000         |
| 2005 | The Denial Twist Get Behind Me Satan                                      | — | — | — | UK10 (5 Wo.)UK | — | Erstveröffentlichung: 14. November 2005                          |
| 2005 | Walking with a Ghost –                                                    | — | — | — | — | — | Erstveröffentlichung: 12. Dezember 2005 Original: Tegan and Sara |
| 2007 | Icky Thump                                                                | — | AT60 (2 Wo.)AT | — | UK2 Silber · (7 Wo.)UK | US26 Platin · (17 Wo.)US | Erstveröffentlichung: 8. Juni 2007 Verkäufe: + 1.200.000         |
| 2007 | You Don’t Know What Love Is (You Just Do as You’re Told) Icky Thump       | — | — | — | UK18 (3 Wo.)UK | — | Erstveröffentlichung: 10. September 2007                         |
| 2007 | Conquest / Conquista (spanische Version als Las Rayas Blancas) Icky Thump | — | — | — | UK30 (2 Wo.)UK | — | Erstveröffentlichung: 18. Dezember 2007                          |
| 2016 | City Lights Acoustic Recordings 1998–2016 (Jack-White-Album)              | — | — | — | — | — | Erstveröffentlichung: 2. September 2016                          |

## Videoalben und Musikvideos

### Videoalben
| Jahr | Titel Musiklabel                                                    | Höchstplatzierung, Gesamtwochen, AuszeichnungChartplatzierungen (Jahr, Titel, Musiklabel, Platzierungen, Wochen, Auszeichnungen, Anmerkungen) | Höchstplatzierung, Gesamtwochen, AuszeichnungChartplatzierungen (Jahr, Titel, Musiklabel, Platzierungen, Wochen, Auszeichnungen, Anmerkungen) | Höchstplatzierung, Gesamtwochen, AuszeichnungChartplatzierungen (Jahr, Titel, Musiklabel, Platzierungen, Wochen, Auszeichnungen, Anmerkungen) | Höchstplatzierung, Gesamtwochen, AuszeichnungChartplatzierungen (Jahr, Titel, Musiklabel, Platzierungen, Wochen, Auszeichnungen, Anmerkungen) | Höchstplatzierung, Gesamtwochen, AuszeichnungChartplatzierungen (Jahr, Titel, Musiklabel, Platzierungen, Wochen, Auszeichnungen, Anmerkungen) | Anmerkungen                                                               |
| Jahr | Titel Musiklabel                                                    | DE | AT | CH | UK | US | Anmerkungen                                                               |
| ---- | ------------------------------------------------------------------- | --- | --- | --- | --- | --- | ------------------------------------------------------------------------- |
| 2004 | Under Blackpool Lights XL Recordings                                | — | — | — | UK5 Gold · (12 Wo.)UK | US18 (… Wo.)US | Erstveröffentlichung: 22. November 2004 Verkäufe: + 25.000                |
| 2010 | Under Great White Northern Lights Third Man Records • XL Recordings | DE*DE | AT*AT | CH*CH | UK*UK | US2 Gold · (… Wo.)US | Erstveröffentlichung: 12. März 2010 Verkäufe: + 50.000; * siehe Livealbum |
| 2014 | Live at the Glastonbury Festival 2005 Immortal Records              | — | — | — | — | — | Erstveröffentlichung: 6. März 2014                                        |

### Musikvideos
| Jahr | Titel                                                    | Regie                                 |
| ---- | -------------------------------------------------------- | ------------------------------------- |
| 2001 | Hotel Yorba                                              | Anthony Ernest Garth, Dan Miller      |
| 2002 | Fell in Love with a Girl                                 | Michel Gondry                         |
| 2002 | Dead Leaves and the Dirty Ground                         | Michel Gondry                         |
| 2002 | We’re Going to Be Friends                                | Kevin Carrico, Anthony Ernest Garth   |
| 2003 | Seven Nation Army                                        | Alexandre Courtès, Martin Fougerole   |
| 2003 | I Just Don’t Know What to Do with Myself                 | Sofia Coppola                         |
| 2003 | The Hardest Button to Button                             | Michel Gondry                         |
| 2003 | Black Math                                               | Anthony Ernest Garth                  |
| 2005 | Blue Orchid                                              | Floria Sigismondi                     |
| 2005 | My Doorbell                                              | The Malloys (Brendan & Emmett Malloy) |
| 2005 | The Denial Twist                                         | Michel Gondry                         |
| 2007 | Icky Thump                                               | The Malloys, Jack White               |
| 2007 | You Don’t Know What Love Is (You Just Do As You’re Told) | The Malloys                           |
| 2007 | Conquest                                                 | Diane Martel                          |
| 2016 | City Lights                                              | Michel Gondry                         |
| 2020 | Apple Blossom                                            | Wartella                              |
| 2020 | Let’s Shake Hands                                        | Wartella                              |

## Promoveröffentlichungen
| Jahr | Titel Album                                                               | Anmerkungen |
| ---- | ------------------------------------------------------------------------- | --- |
| 2002 | Red Death at 6:14 –                                                       | Erstveröffentlichung: September 2002 Verkäufe: 3.000 (limitiert) Vertrieb nur per E-Mail durch das Mojo Magazine |
| 2003 | Black Math (Live Video Soundtrack) –                                      | Erstveröffentlichung: 2003 Vertrieb nur über iTunes                                                              |
| 2005 | Top Special –                                                             | Erstveröffentlichung: 2005 Vertrieb nur während der White Stripes 2005 Tour                                      |
| 2005 | Little Ghost Get Behind Me Satan                                          | Erstveröffentlichung: 2005                                                                                       |
| 2005 | Forever for Her (Is Over for Me) Get Behind Me Satan                      | Erstveröffentlichung: 2005                                                                                       |
| 2011 | Signed D.C. –                                                             | Erstveröffentlichung: 2011 Teil der „Third-Man-Records-Vault-Package“-Reihe Original: Arthur Lee & Bryan MacLean |
| 2012 | Hand Springs –                                                            | Erstveröffentlichung: 21. April 2012 Veröffentlichung im Zuge des RSD 2012                                       |
| 2013 | I Want to Be the Boy to Warm Your Mother’s Heart / Little Acorns Elephant | Erstveröffentlichung: 2013 Teil der „Third-Man-Records-Vault-Package“-Reihe                                      |
| 2015 | Rated X Coal Miner’s Daughter – A Tribute to Loretta Lynn                 | Erstveröffentlichung: 24. Juni 2015 Teil der „Third-Man-Records-Vault-Package“-Reihe Original: Loretta Lynn      |

## Sonderveröffentlichungen

### Alben
| Jahr | Titel Musiklabel                              | Anmerkungen                                                                       |
| ---- | --------------------------------------------- | --------------------------------------------------------------------------------- |
| 2005 | White Stripes 3" Record Set Third Man Records | Erstveröffentlichung: 2005 Verkäufe: 1.000 (limitiert)                            |
| 2014 | Custom Elephant Singles Box Third Man Records | Erstveröffentlichung: April 2014 Teil der „Third-Man-Records-Vault-Package“-Reihe |

| Jahr | Titel Musiklabel            | Anmerkungen                                                              |
| ---- | --------------------------- | ------------------------------------------------------------------------ |
| 2004 | Blackpool Deluxe V2 Records | Erstveröffentlichung: 23. November 2004 Teaser zu Under Blackpool Lights |

| Jahr | Titel Musiklabel                                               | Anmerkungen                                                                               |
| ---- | -------------------------------------------------------------- | ----------------------------------------------------------------------------------------- |
| 2010 | Under Great White Northern Lights B-Shows Third Man Records    | Erstveröffentlichung: 19. Dezember 2010 Teil der „Third-Man-Records-Vault-Package“-Reihe  |
| 2011 | Live in Mississippi Third Man Records                          | Erstveröffentlichung: 15. Juli 2011 Teil der „Third-Man-Records-Vault-Package“-Reihe      |
| 2012 | Live at the Gold Dollar Third Man Records                      | Erstveröffentlichung: 25. September 2012 Teil der „Third-Man-Records-Vault-Package“-Reihe |
| 2012 | Live on Bastille Day Third Man Records                         | Erstveröffentlichung: 25. September 2012 Teil der „Third-Man-Records-Vault-Package“-Reihe |
| 2013 | Nine Miles from the White City Third Man Records               | Erstveröffentlichung: 2013 Teil der „Third-Man-Records-Vault-Package“-Reihe               |
| 2014 | Live Under the Lights of the Rising Sun Third Man Records      | Erstveröffentlichung: Oktober 2014 Teil der „Third-Man-Records-Vault-Package“-Reihe       |
| 2015 | Under Amazonian Lights Third Man Records                       | Erstveröffentlichung: März 2015 Teil der „Third-Man-Records-Vault-Package“-Reihe          |
| 2015 | Live at the Gold Dollar III Third Man Records                  | Erstveröffentlichung: Dezember 2015 Teil der „Third-Man-Records-Vault-Package“-Reihe      |
| 2017 | Live in Detroit Third Man Records                              | Erstveröffentlichung: 7. Dezember 2017 Teil der „Third-Man-Records-Vault-Package“-Reihe   |
| 2020 | Live at the 40 Watt (Benefitting Fair Fight) Third Man Records | Erstveröffentlichung: 14. Dezember 2020                                                   |

### Lieder
| Jahr | Titel Album                                               | Anmerkungen                                                    |
| ---- | --------------------------------------------------------- | -------------------------------------------------------------- |
| 2010 | Rated X Coal Miner’s Daughter – A Tribute to Loretta Lynn | Erstveröffentlichung: 12. November 2010 Original: Loretta Lynn |

### Videoalben
| Jahr | Titel Musiklabel                                        | Anmerkungen                                                                        |
| ---- | ------------------------------------------------------- | ---------------------------------------------------------------------------------- |
| 2011 | Under Moorhead Lights All Fargo Night Third Man Records | Erstveröffentlichung: Juli 2011 Teil der „Third-Man-Records-Vault-Package“-Reihe   |
| 2012 | Under New Zealand Lights Third Man Records              | Erstveröffentlichung: August 2012 Teil der „Third-Man-Records-Vault-Package“-Reihe |

## Statistik

### Chartauswertung
|                     | DE    | AT    | CH    | UK    | US    |
| ------------------- | ----- | ----- | ----- | ----- | ----- |
| Nummer-eins-Alben   | DE—DE | AT—AT | CH—CH | UK2UK | US—US |
| Top-10-Alben        | DE3DE | AT2AT | CH2CH | UK3UK | US3US |
| Alben in den Charts | DE6DE | AT5AT | CH5CH | UK6UK | US6US |

|                       | DE    | AT    | CH    | UK     | US    |
| --------------------- | ----- | ----- | ----- | ------ | ----- |
| Nummer-eins-Singles   | DE—DE | AT—AT | CH—CH | UK—UK  | US—US |
| Top-10-Singles        | DE1DE | AT—AT | CH1CH | UK5UK  | US—US |
| Singles in den Charts | DE1DE | AT2AT | CH1CH | UK13UK | US3US |

|                          | DE    | AT    | CH    | UK    | US    |
| ------------------------ | ----- | ----- | ----- | ----- | ----- |
| Nummer-eins-Videoalben   | DE—DE | AT—AT | CH—CH | UK—UK | US—US |
| Top-10-Videoalben        | DE—DE | AT—AT | CH—CH | UK1UK | US1US |
| Videoalben in den Charts | DE—DE | AT—AT | CH—CH | UK1UK | US2US |

### Auszeichnungen für Musikverkäufe
| Goldene Schallplatte - Australien - 2003: für das Album White Blood Cells - 2007: für das Album Icky Thump - Belgien - 2007: für das Album Get Behind Me Satan - Kanada - 2003: für das Album White Blood Cells - 2023: für die Single The Hardest Button to Button - Neuseeland - 2007: für das Album Icky Thump - 2022: für das Album Under Great White Northern Lights - Niederlande - 2008: für das Album White Blood Cells - Norwegen - 2003: für das Album Elephant - Polen - 2024: für das Album Elephant - Schweden - 2004: für das Album Elephant | Platin-Schallplatte - Australien - 2006: für das Album Get Behind Me Satan - Belgien - 2007: für das Album Elephant - 2021: für die Single Seven Nation Army - Dänemark - 2020: für die Single Seven Nation Army - Europa - 2004: für das Album Elephant - Kanada - 2005: für das Album Get Behind Me Satan - 2007: für das Album Icky Thump - Neuseeland - 2003: für das Album Elephant - 2006: für das Album Get Behind Me Satan - Niederlande - 2008: für das Album Elephant | 2× Platin-Schallplatte - Australien - 2009: für das Album Elephant - Italien - 2024: für die Single Seven Nation Army - Spanien - 2024: für die Single Seven Nation Army 3× Platin-Schallplatte - Kanada - 2023: für das Album Elephant 4× Platin-Schallplatte - Australien - 2024: für die Single Seven Nation Army 6× Platin-Schallplatte - Neuseeland - 2025: für die Single Seven Nation Army 9× Platin-Schallplatte - Kanada - 2023: für die Single Seven Nation Army Diamantene Schallplatte - Frankreich - 2020: für die Single Seven Nation Army |

Anmerkung: Auszeichnungen in Ländern aus den Charttabellen bzw. Chartboxen sind in ebendiesen zu finden.
| Land/RegionAuszeichnungen für Musikverkäufe (Land/Region, Auszeichnungen, Verkäufe, Quellen) | Silber     | Gold       | Platin       | Diamant  | Verkäufe    | Quellen                                                     |
| -------------------------------------------------------------------------------------------- | ---------- | ---------- | ------------ | -------- | ----------- | ----------------------------------------------------------- |
| Australien (ARIA)                                                                            | —          | 2× Gold2   | 7× Platin7   | —        | 560.000     | aria.com.au                                                 |
| Belgien (BRMA)                                                                               | —          | Gold1      | 2× Platin2   | —        | 125.000     | ultratop.be                                                 |
| Dänemark (IFPI)                                                                              | —          | —          | Platin1      | —        | 90.000      | ifpi.dk                                                     |
| Deutschland (BVMI)                                                                           | —          | Gold1      | 3× Platin3   | —        | 950.000     | musikindustrie.de                                           |
| Europa (IFPI)                                                                                | —          | —          | Platin1      | —        | (1.000.000) | ifpi.org (Memento vom 15. Oktober 2013 im Internet Archive) |
| Frankreich (SNEP)                                                                            | —          | —          | —            | Diamant1 | 333.333     | snepmusique.com                                             |
| Italien (FIMI)                                                                               | —          | —          | 2× Platin2   | —        | 200.000     | fimi.it                                                     |
| Kanada (MC)                                                                                  | —          | 2× Gold2   | 14× Platin14 | —        | 1.310.000   | musiccanada.com                                             |
| Neuseeland (RMNZ)                                                                            | —          | 2× Gold2   | 8× Platin8   | —        | 215.000     | aotearoamusiccharts.co.nz NZ2                               |
| Niederlande (NVPI)                                                                           | —          | Gold1      | Platin1      | —        | 90.000      | nvpi.nl                                                     |
| Norwegen (IFPI)                                                                              | —          | Gold1      | —            | —        | 20.000      | ifpi.no (Memento vom 5. November 2012 im Internet Archive)  |
| Polen (ZPAV)                                                                                 | —          | Gold1      | —            | —        | 10.000      | olis.pl                                                     |
| Schweden (IFPI)                                                                              | —          | Gold1      | —            | —        | 30.000      | sverigetopplistan.se                                        |
| Spanien (Promusicae)                                                                         | —          | —          | 2× Platin2   | —        | 120.000     | elportaldemusica.es                                         |
| Vereinigte Staaten (RIAA)                                                                    | —          | 3× Gold3   | 6× Platin6   | —        | 9.686.000   | riaa.com                                                    |
| Vereinigtes Königreich (BPI)                                                                 | 5× Silber5 | 5× Gold5   | 9× Platin9   | —        | 5.645.000   | bpi.co.uk                                                   |
| Insgesamt                                                                                    | 5× Silber5 | 21× Gold21 | 56× Platin56 | Diamant1 |             |                                                             |